# I doni della vita
I doni della vita / I beni di questo mondo (Les Biens de ce monde) è un romanzo di Irène Némirovsky pubblicato postumo nel 1947.
Il romanzo è la saga degli Hardelot, cartai a Saint Elme, piccola città nel Nord della Francia. La storia inizia nel 1900. Gli Hardelot sono padroni della città. Il capofamiglia è il nonno, inflessibile e dispotico: quando il nipote Pierre decide di sposarsi con Agnès, che proviene da una famiglia della borghesia più minuta, l'intero paese è in subbuglio. Pierre ha scelto Agnes per amore, rompendo il fidanzamento con Simone, sua pari, erede di una cospicua fortuna su cui da tempo gli Hardelot avevano messo gli occhi. Adesso - per il nonno - Pierre è morto: espulso dalla fabbrica, bandito da Saint Elme, sua moglie Agnès non potrà mai varcare la soglia del "castello degli Hardelot". Poco male, perché nel 1914, l'intera città sarà distrutta dal passaggio dei soldati tedeschi.

## Origine
I doni della vita / I beni di questo mondo è stato pubblicato postumo, nel 1947, dall'amico editore Albin Michel. Uno dei pochi a non aver voltato le spalle a Irène, durante gli anni più bui del collaborazionismo in Francia. A Issy-l'Évêque, fra il 1941 e 1942 Irène Némirovsky, che come il marito porta la stella gialla, scrive La vie de Tchekhov e Les feux de l'automne, che sarà pubblicato solo nella primavera del 1957, e pone mano a un'impresa ambiziosa, Suite française, che non riuscirà a portare a termine. Nel frattempo scrive anche I doni della vita: duecento pagine che costituiscono una sorta di antefatto al romanzo corale Suite francese.

## Trama
"I doni della vita / I beni di questo mondo" è, in un certo senso, l'antefatto di Suite francese. Prende le mosse agli inizi del '900 e si conclude con l'esodo e l'occupazione nazista, dopo l'Armistizio, del 1940. La famiglia costituita da Pierre e Agnès Hardelot assomiglia in tutto alla famiglia di Jeanne e Maurice Michaud di Suite francese. Il figlio dei Michaud, Jean-Marie, viene ferito in guerra, come Guy, figlio di Agnès e Pierre. Le analogie sono molte e - su entrambe le storie - aleggia un'aria di famiglia, che ricorda l'atmosfera affettuosa di casa Epstein, dove Irène e Michel si sono amati e hanno avuto due figlie (femmine), liberandosi delle rispettive tirannie familiari (soprattutto dalla madre di Irène, Fanny). Anche qui la storia d'amore tra i due protagonisti si svolge sullo sfondo della seconda guerra. I genitori avevano già vissuto lo stesso incubo nel 1914 ma "questa volta è tutto diverso". Guy deve lasciare la moglie incinta per andare al fronte dove sarà ferito ma si salverà. La famiglia è costretta a sfollare e si divide. Pierre rimane al nord, per aiutare gli abitanti di Saint-Elme a resistere al passaggio dei nazisti e a riprendere la vita di tutti i giorni, appena si spengono gli incendi dei bombardamenti. Agnès accompagna Rose, la moglie di Guy, e la suocera Simone, in un penoso viaggio tra gli sfollati che cercano di raggiungere Vichy, al sud, cercando di ripararsi dagli orrori della guerra. Quando finalmente Rose mette al mondo il figlio di Guy, Agnès si sente libera di tornare a Saint Elme in cerca del suo Pierre. Dopo mille peripezie marito e moglie si ritrovano "Lei e Pierre avrebbero concluso la loro vita insieme". Devono ripartire da zero - come Jeanne e Maurice Michaud - ma sono sorretti dall'amore. Da Suite francese: - "L'uomo (Maurice) era piuttosto basso di statura, aveva un'aria stanca e trascurata, ma ogni tanto, quando si voltava verso di lei (Jeanne) e la guardava, le sorrideva e gli si accendeva negli occhi una piccola luce tenera e ironica – la stessa, pensava la donna, sì, davvero, quasi la stessa di un tempo".

## Significato letterario
La scrittura romantica e spesso sentimentale della Némirovsky nasconde un forte risentimento contro i personaggi spregevoli che distruggono la vita sociale del suo Paese d'adozione, trasformandola in una vera giungla: "Vi è un abisso fra la casta dei nostri attuali dirigenti e il resto della nazione. Gli altri francesi, avendo ben poco da perdere, hanno meno paura. Quando la vigliaccheria non soffoca più negli animi i buoni sentimenti, questi (patriottismo, amore per la libertà, ecc.) possono fiorire. Certo, negli ultimi tempi anche il popolo ha accumulato dei capitali, ma si tratta di denaro svalutato che è impossibile trasformare in beni reali, terre, gioielli, oro e così via... "Da qualche anno tutto quello che si fa in Francia nell'ambito di una certa classe sociale ha un solo movente: la paura. È stata la paura a provocare la guerra, la sconfitta e la pace attuale. Il francese di questa casta non odia nessuno; non nutre gelosia né ambizione delusa, né un vero desiderio di vendetta. Ha una fifa blu. Chi gli farà meno male (non nel futuro, non in senso astratto, ma subito e sotto forma di ceffoni e calci nel sedere)? I tedeschi? Gli inglesi? I russi? I tedeschi lo hanno sconfitto, ma la punizione è presto dimenticata e i tedeschi possono difenderlo". Irène dichiara apertamente la propria ragione poetica: "Essere libera dentro, scegliere la mia strada, seguirla senza dover seguire lo sciame. Odio questo spirito comunitario di cui ci riempiono le orecchie. Su una sola cosa tedeschi, francesi, gollisti la pensano tutti allo stesso modo: bisogna vivere, pensare, amare con gli altri, in funzione di uno Stato, di un paese, di un partito. Oh, mio Dio, non voglio! Sono una povera donna inutile; non so niente, ma voglio essere libera! Schiavi lo diventiamo, » continuò «la guerra ci manda qua o là, ci priva del benessere, ci toglie il pane di bocca; mi lascino almeno il diritto di giudicare il mio destino,..."".

## Edizioni
- Irène Némirovsky, I doni della vita, traduzione di Laura Frausin Guarino, Adelphi - Biblioteca Adelphi - 2009, 6ª ediz.,  p. 218, ISBN 978-88-459-2361-6.

- Irène Némirovsky, I beni di questo mondo, traduzione di Alberto Gabrieli, Editori Internazionali Riuniti - Asce - 2013, 1ª ediz.,  p. 240, ISBN 978-88-359-9257-8.